# South Australia International 1996
Die South Australia International 1996 im Badminton fanden vom 13. bis zum 14. Juli 1996 statt.

## Sieger und Platzierte
| Disziplin    | Gold                      | Silber                       | Bronze                            |
| ------------ | ------------------------- | ---------------------------- | --------------------------------- |
| Herreneinzel | Chris Thirlwell           | Wai Wong Kar                 | David Draper                      |
| Herreneinzel | Chris Thirlwell           | Wai Wong Kar                 | Meng Ling                         |
| Dameneinzel  | Rayoni Head               | Jenny Gibson                 | Lynda Graves                      |
| Dameneinzel  | Rayoni Head               | Jenny Gibson                 | Kate Wilson-Smith                 |
| Herrendoppel | David Draper Meng Ling    | Wai Wong Kar Chris Thirlwell | Paul Godden Nic Jarube            |
| Herrendoppel | David Draper Meng Ling    | Wai Wong Kar Chris Thirlwell | Russell Hall Neil Sashardi        |
| Damendoppel  | Jenny Gibson Lynda Graves | Dawn Chambers Rayoni Head    | Debbie Allerton Jane Olsson       |
| Damendoppel  | Jenny Gibson Lynda Graves | Dawn Chambers Rayoni Head    | Kathryn Rodgers Kate Wilson-Smith |
| Mixed        | David Draper Jenny Gibson | Mark Grundy Dawn Chambers    | Russell Hall Kate Wilson-Smith    |
| Mixed        | David Draper Jenny Gibson | Mark Grundy Dawn Chambers    | Meng Ling Lynda Graves            |